# Jon Iversen
Jon Iversen född 1 december 1889 i Sakskøbing, död 17 augusti 1964, var en dansk skådespelare och regissör.
Iversen scendebuterade vid Horsens Teater, han kom senare att verka som både skådespelare och regissör vid Alexandrateatret, Det ny Teater, Dagmarteatret, Aarhus Teater, Casino, Odense Teater och Folketeatret. Under en period på 1940-talet var han engagerad vid Centralteatret i Oslo. Han filmdebuterade 1911 i Livets bål och regidebuterade med filmen Plat eller Krone 1937. 

## Filmografi i urval

### Roller
- 1919 – Presidenten
- 1937 – Frøken Møllers jubiaeum
- 1942 – Frk. Vildkat

### Regi
- 1937 - Flaadens blaa matroser
- 1952 - Ta' Pelle med
- 1958 - Mor skal giftes